# Mosbjerg (parochie)
Mosbjerg is een parochie van de Deense Volkskerk in de Deense gemeente Hjørring. De parochie maakt deel uit van het bisdom Aalborg en telt 853 kerkleden op een bevolking van 919 (2004). Historisch was de parochie deel van de herred Horns. In 1966 werd Mosbjerg ingedeeld in de nieuw gevormde gemeente Sindal, die in 2007 opging in de vergrote gemeente Frederikshavn.
Asdal · Astrup · Bindslev · Bjergby · Byrum · Hals · Hirtshals · Hørmested · Horne · Lendum · Mosbjerg · Mygdal · Sindal · Sørig · Tolne · Tornby · Tversted · Uggerby · Ugilt · Vesterø · Vidstrup